# 칼 럼블리
칼 럼블리(Carl Lumbly, 1951년 8월 14일 ~ )는 미국의 배우이다.

## 출연 작품
- 더 큐어
- 캡틴 아메리카: 브레이브 뉴 월드 - 아이제아 브래들리 역